# 前衛写真協会
前衛写真協会（ぜんえいしゃしんきょうかい）とは、瀧口修造を中心に結成された前衛的な写真、特にシュルレアリスム的な写真作品に関する研究会。写真家のみならず、画家も参加していることが、大きな特徴となっている。
1938年に結成される。メンバーは、前出の瀧口のほか、永田一脩 、濱谷浩、田中雅夫、今井滋（1910年-1991年）、阿部展也（阿部芳文）（1913年-1971年）、西尾進（写真家）、森堯之（1915年-1944年。画家）、柴田隆二、永井東三郎、伊藤幸男、田村榮、奈良原弘であった。のち、宮城輝夫（1912年-2002年。画家）、板坂勇（画家）、池田巳年（写真家）らが参加した。
1939年3月には、「前衛」という言葉が不穏であるという指摘を受け、その名前を｢写真造型研究会｣に改称した。
理論的な研究とともに、実験的な作品の制作も多く行った。フォトタイムスを中心に、座談会、論文、作品などを積極的に発表した。
しかし、フォトタイムスは1940年10月号から「報道写真雑誌」となり、主たる活動の場を失った。その後、政府の弾圧、特に1941年の特高による瀧口の逮捕により、グループとしての活動は終息した。